# Novapus carnei
Novapus carnei är en skalbaggsart som beskrevs av S. Endrödi 1974. Novapus carnei ingår i släktet Novapus och familjen Dynastidae. Inga underarter finns listade i Catalogue of Life.